# Кувейтский финансовый дом
Кувейтский финансовый дом (Kuwait Finance House — KFH) — крупнейший банк Кувейта, осуществляющий свою деятельность на принципах исламского банкинга, второй по величине банк Кувейта. Крупнейшим акционером является Kuwait Investment Authority (24 %).
Банк был создан на основании специального закона в 1977 году и стал первым исламским банком в Кувейте. В 1984 году провёл первичное размещение акций на фондовой бирже Кувейта. В 1989 году был основан дочерний банк в Турции Kuveyt Turk Participation Bank, позже он открыл отделение в Германии. В 2002 году было открыто отделение в Бахрейне. В 2004 году KFH первым был внесён в Реестр исламских банков Центрального банка Кувейта. Также в 2004 году KFH впервые в истории разместил выпуск сукук на европейском рынке капиталов (для правительства земли Саксен-Анхальт). В 2005 году был создан дочерний исламский банк в Малайзии.
Мировой финансовый кризис стал причиной падения прибыли: в 2009 году чистая прибыль KFH снизилась на 24 %, в 2010 году она составила 106 млн. кувейтских динаров ($378,6 млн), что по сравнению с 118,7 млн динаров ($424 млн) годом ранее является падением ещё на 10,7 %. В то же время в 2010 году KFH увеличил на 11 процентов свои активы: до $44,8 млрд по сравнению с $40,3 млрд в 2009 году. В 2010 году общая стоимость активов, находящихся в доверительном управлении Кувейтского финансового дома составила $1,5 млрд, с инвестициями, главным образом, в крупнейших городах США, Малайзии, в Шэньчжэне (Китай) и на Ближнем Востоке.
Сеть банка насчитывает 516 отделений и более 1500 банкоматов, помимо Кувейта он работает в Малайзии, Турции, Германии (KT Bank AG), Саудовской Аравии, Бахрейне. Активы на конец 2020 года составляли 21,5 млрд ($72 млрд), из них 10,7 млрд пришлось на выданные кредиты, 3,4 млрд на депозиты в другие банки, 2,7 млрд на инвестиции. Принятые депозиты составили 15,3 млрд. Зарубежные операции приносят 58 % выручки (в основном Ближний Восток и Европа).

## Дочерние компании
Основные дочерние компании на конец 2020 года:
- Kuwait Turkish Participation Bank (Турция, исламский банкинг, 62 %)
- Kuwait Finance House B.S.C. (Бахрейн, исламский банкинг, 100 %)
- Kuwait Finance House (Malaysia) Berhad (Малайзия, исламский банкинг, 100 %)
- Saudi Kuwait Finance House S.S.C. (Closed) (Саудовская Аравия, исламские инвестиции, 100 %)
- KFH Capital Investments Company K.S.C. (Closed) (Кувейт, исламские инвестиции, 99,9 %)
- KFH Private Equity Ltd (Острова Кайман, исламские инвестиции, 100 %)
- KFH Real Estate Company K.S.C. (Closed) (Кувейт, недвижимость и лизинг, 99,9 %)
- Al Enma’a Real Estate Company K.S.C.P. (Кувейт, недвижимость, 56 %)
- Development Enterprises Holding Company K.S.C. (Closed) (инфраструктура и промышленность, 99,9 %)
- Baitak Real Estate Investment Company S.S.C. (Саудовская Аравия, инвестиции в недвижимость, 100 %)
- International Turnkey Systems Company K.S.C. (Closed) (Кувейт, информационные технологии, 97 %)
- Gulf International Automobile Trading Company K.S.C. (Closed) (Кувейт, торговля подержанными автомобилями, 99,6 %)
- E’amar (Острова Кайман, исламские инвестиции, 100 %)
- Al Salam Hospital K.S.C. (Closed) (Кувейт, здравоохранение, 76 %)
- Muthana GCC Islamic Banks Fund (Кувейт, исламский инвестиционный фонд, 88 %)
- Turkapital Holding B.S.C.(C) (Бахрейн, недвижимость, страхование, 51 %)

## Рейтинги
- Самый дорогой банковский бренд на Ближнем Востоке по версии The Banker
- Лучший исламский банк на Ближнем Востоке по версии Euromoney